# 国鉄1440形蒸気機関車

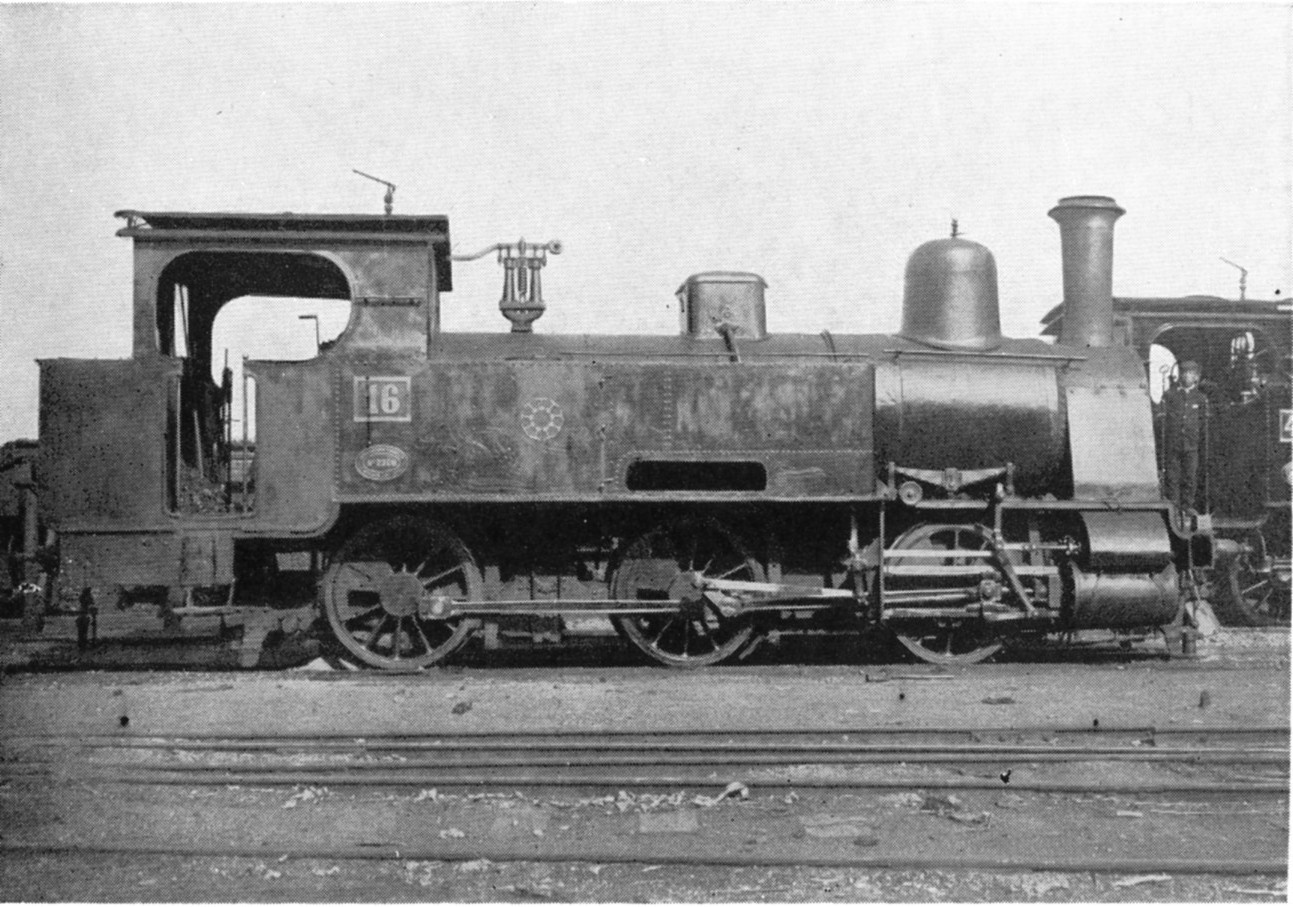
九州鉄道 16（後の鉄道院 1441）

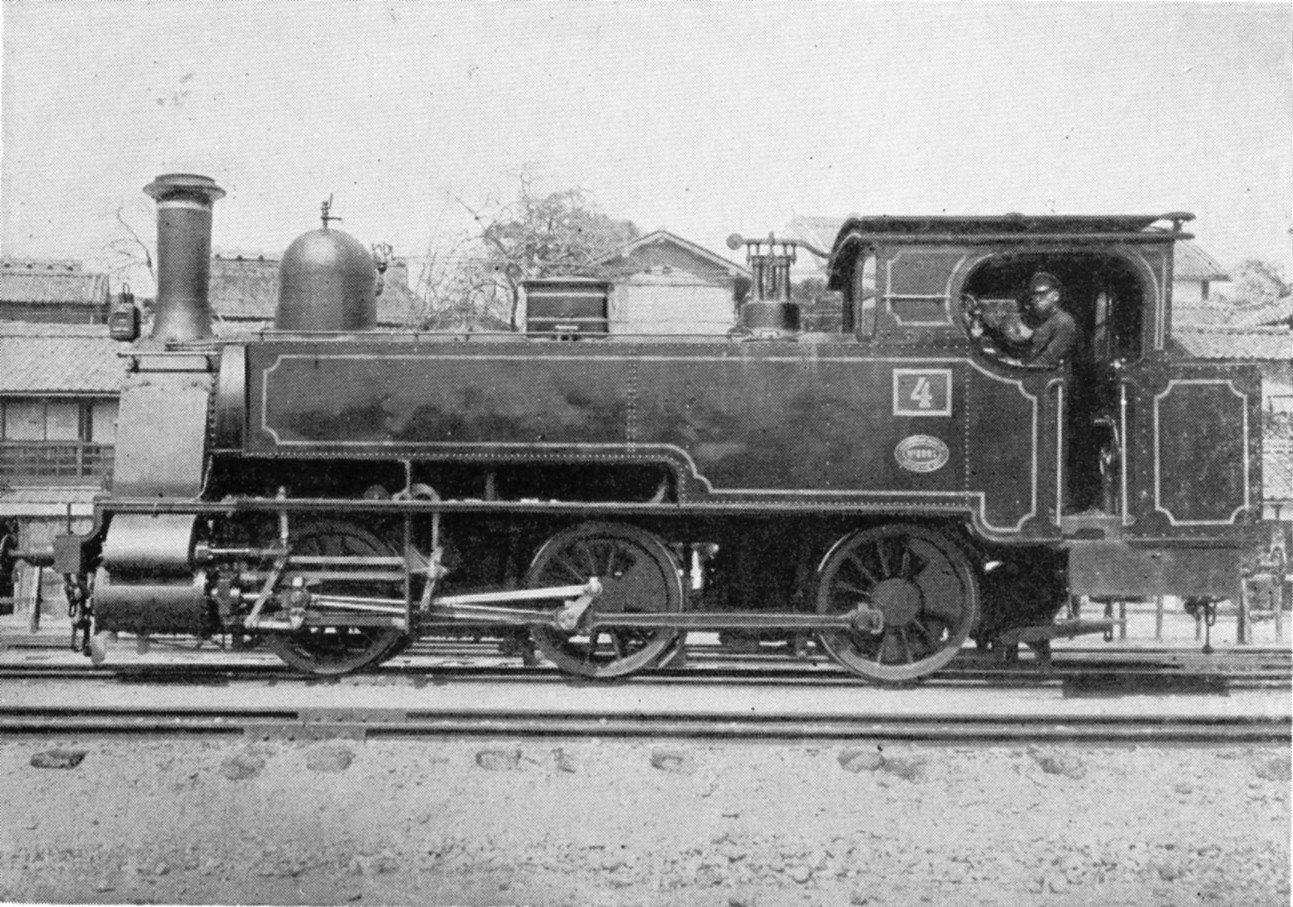
阪鶴鉄道 4（後の鉄道院 1419）

1440形は、かつて日本国有鉄道の前身たる鉄道院に在籍したタンク式蒸気機関車である。もとは、1890年（明治23年）に、九州鉄道がドイツのクラウス社から輸入したもので、1907年（明治40年）に鉄道国有法による買収により国有鉄道籍を得たものである。
本項では、1895年（明治28年）から輸入された改良型である1400形についても取扱う。

## 概要
車軸配置0-6-0(C)形の単式2気筒、飽和式サイド・ウェルタンク機関車である。デザインは、同時期に九州鉄道が導入した形式4（後の鉄道院10形）と同調しており、メーカーの規格番号は「LI（これはローマ数字で、アラビア数字では51）」と称した。九州鉄道では形式15と称され、27両が導入された。同じ頃、阪鶴鉄道においても同形機をA2形として2両購入している。
本形式の導入状況については、次のとおりである。
九州鉄道（27両）
- 1890年（4両） : 15 - 18（製造番号2305 - 2308）
- 1893年（2両） : 24, 25（製造番号2824, 2825）
- 1895年（7両） : 27, 28, 34 - 38（製造番号3277 - 3283）
- 1896年（7両） : 39 - 45（製造番号3327 - 3333）
- 1897年（5両） : 50 - 54（製造番号3673 - 3677）
- 1898年（2両） : 114, 115（製造番号3777, 3778。山鹿鉄道（未成）[1]の注文流れ品）

阪鶴鉄道（2両）
- 1897年（2両） : 4, 5（製造番号3661, 3662）

「LI」は、国有化後しばらくの間は私鉄時代の形式番号のまま使用されたが、1909年（明治42年）に制定された鉄道院の車両形式称号規程により、1400形、1440形の2種に分けられた。両形式の差は、動輪直径の差（1400形は1092mm、1440形は1130mm）ということになっているが、同系列機である10形が当初計画では動輪直径の差により10形と30形に分けられていたのと同様の事情で、本来区分の必要がないものであった。そのため水槽容量の差（1400形は5.74m3、1440形は4.4m3）をもって区分することとした。
九州鉄道に導入された、後に1440形となる初期の8両と1400形になった阪鶴鉄道の2両は、サイドタンクの長さが短く、第1動輪の直後から運転室までの間であったが、九州鉄道の後期型14両は第1動輪中心までの長さとなっている。いずれも、弁装置の機構を避けるため、第1・第2動輪間の水タンクの底面が上がった形になっているが、後期型の方がそれがよく目立っている。
1909年の形式称号規程制定にともなう改番の状況は、次のとおりである。参考に当初計画の番号（斜体字）も記す。
- 九州鉄道15 → 1440 → 1440
- 九州鉄道16 → 1441 → 1441
- 九州鉄道17 → 1400 → 1400
- 九州鉄道18 → 1442 → 1442
- 九州鉄道23 → 1443 → 1444
- 九州鉄道24 → 1444 → 1445
- 九州鉄道114 → 1401 → 1446
- 九州鉄道115 → 1445 → 1447

- 九州鉄道27 → 1446 → 1400
- 九州鉄道28 → 1447 → 1401
- 九州鉄道34 → 1402 → 1402
- 九州鉄道35 → 1403 → 1403
- 九州鉄道36 → 1404 → 1404
- 九州鉄道37 → 1405 → 1405
- 九州鉄道38 → 1406 → 1406
- 九州鉄道39 → 1407 → 1407

- 九州鉄道40 → 1408 → 1408
- 九州鉄道41 → 1448 → 1409
- 九州鉄道42 → 1449 → 1410
- 九州鉄道43 → 1409 → 1411
- 九州鉄道44 → 1410 → 1412
- 九州鉄道45 → 1450 → 1413
- 九州鉄道50 → 1411 → 1414
- 九州鉄道51 → 1451 → 1415

- 九州鉄道52 → 1412 → 1416
- 九州鉄道53 → 1413 → 1417
- 九州鉄道54 → 1452 → 1418
- 阪鶴鉄道4 → 1419 → 1419
- 阪鶴鉄道5 → 1420 → 1420

これらは、一貫して九州島内で使用された。主な配置は門司、鳥栖、宮地線、犬飼線であったが、1925年（大正14年）から翌年にかけて廃車された。しかし、廃車後解体となったものは1413のみで、他は全て地方鉄道や専用線に払い下げられた。当形式が非常に使い易く、これらの地方鉄道の需要に合致したものといえよう。

## 譲渡
当形式は前述のように、解体された1両を除く28両が民間に払い下げられて使用された。その状況は次のとおりである。一部は戦時買収により国有鉄道に復したが、いずれも短期間のうちに廃車または払下げとなっている。最終的に本形式が消滅したのは1960年代末で、保存された1両を除き廃車後全て解体された。
- 1400 - 大牟田製紙 → 東信電気（ →昭和肥料[3]→ 昭和電工（鹿瀬））1
- 1401 - 島原鉄道15 → 5 → 15（1961年7月廃車）
- 1402 - 東京市
- 1403 - 鹿島参宮鉄道（鉾田線）3
- 1404 - 第一セメント（浅野セメント）川崎工場[4]1404
- 1405 - 播丹鉄道11（廃車）
- 1406 - 島原鉄道16 → 6 → 16（1955年3月廃車）
- 1407 - 産業セメント鉄道1407 → 鉄道省（廃車）
- 1408 - 筑前参宮鉄道4 → 西日本鉄道（宇美線） → 鉄道省 → 大分交通（耶馬渓線）4（1964年3月廃車）
- 1409 - 渡島海岸鉄道1409 → 釧路埠頭倉庫[5]1409→雄別炭礦鉄道1409（1959年3月 用途廃止）
- 1410 - 産業セメント鉄道1410（1925年10月） → 鉄道省 → 大分交通（国東線。1949年4月）1410（1964年3月廃車）
- 1411 - 第一セメント（浅野セメント）川崎工場1411
- 1412 - 鹿島参宮鉄道（鉾田線）4
- 1414 - 八幡製鉄所322（1951年廃車）
- 1415 - 播丹鉄道12（廃車）
- 1416 - 産業セメント鉄道1416 → 鉄道省（廃車）
- 1417 - 八幡製鉄所324（1951年廃車）
- 1418 - 耶馬渓鉄道（→ 大分交通）4（廃車）
- 1419 - 八幡製鉄所323（1951年廃車）
- 1420 - 渡島海岸鉄道1420 → 三井芦別鉄道
- 1440 - 筑前参宮鉄道5 → 西日本鉄道（宇美線） → 鉄道省（廃車）
- 1441 - 八幡製鉄所320（1951年廃車）
- 1442 - 耶馬渓鉄道（→ 大分交通）1（1955年11月廃車）
- 1443 - 耶馬渓鉄道（→ 大分交通）2（1955年11月廃車）
- 1444 - 島原鉄道17（1925年6月） → 産業セメント鉄道1444（1937年4月） → 鉄道省 → 大分交通（国東線（1949年4月） → 耶馬溪線（1959年12月）1444（廃車）
- 1445 - 八幡製鉄所321（1951年廃車）
- 1446 - 耶馬渓鉄道（→ 大分交通）3（1964年3月廃車）
- 1447 - 筑前参宮鉄道6 → 西日本鉄道（宇美線） → 鉄道省（廃車）

## 主要諸元
1440形の諸元を示す。
- 全長：9008mm
- 全高：3620mm
- 軌間：1067mm
- 車軸配置：0-6-0(C)
- 動輪直径：1130mm
- 弁装置：ワルシャート式ヘルムホルツ型
- シリンダー（直径×行程）：380mm×540mm
- ボイラー圧力：11.3kg/cm2
- 火格子面積：1.1m2
- 全伝熱面積：77.8m2
  - 煙管蒸発伝熱面積：71.3m2
  - 火室蒸発伝熱面積：6.5m2
- ボイラー水容量：2.8m3
- 小煙管（直径×長サ×数）：45mm×3699mm×138本
- 機関車運転整備重量：34.61t
- 機関車空車重量：25.16t
- 機関車動輪上重量（運転整備時）：34.61t
- 機関車動輪軸重（最大・第1動輪上）：11.74t
- 水タンク容量：4.4m3
- 燃料積載量：1.65t
- 機関車性能
  - シリンダ引張力：7,540kg
- ブレーキ装置：手ブレーキ、蒸気ブレーキ

## 保存
- 1412 - 栃木県壬生町トミーテック本社事業所